# Hasmik Papian
Hasmik Papian (n. 2 septembrie 1961, Erevan, Armenia) este o soprană armeană.

## Biografie
Hasmik Papian s-a născut la Erevan, (atunci aflat în Uniunea Sovietică). A studiat violina la Conservatorul de Stat din oraș. A început să cânte la îndemnul lui Tatevik Sazandaryan, șeful departamentului de canto din conservator.

## Activitate
După debutul la Opera Națională Armeană, a fost invitată să cânte ca solist la Opera Bonn and Deutsche Oper am Rhein din Düsseldorf, Germania. A urmat apoi o carieră internațională, cu apariții pe scene prestigioase cumar fi: Metropolitan Opera și Carnegie Hall din  New York, San Francisco Opera, Washington National Opera, La Scala din Milano, Opéra Bastille in Paris etc..

## Legături externe
- Website Hasmik Papian
- Bellini's Norma pe DVD cu Hasmik Papian rol principal (opus arte)
- SACD cu 35 de melodii interpretate de Hasmik Papian